# دیود خنثی‌ساز ولتاژ گذرا

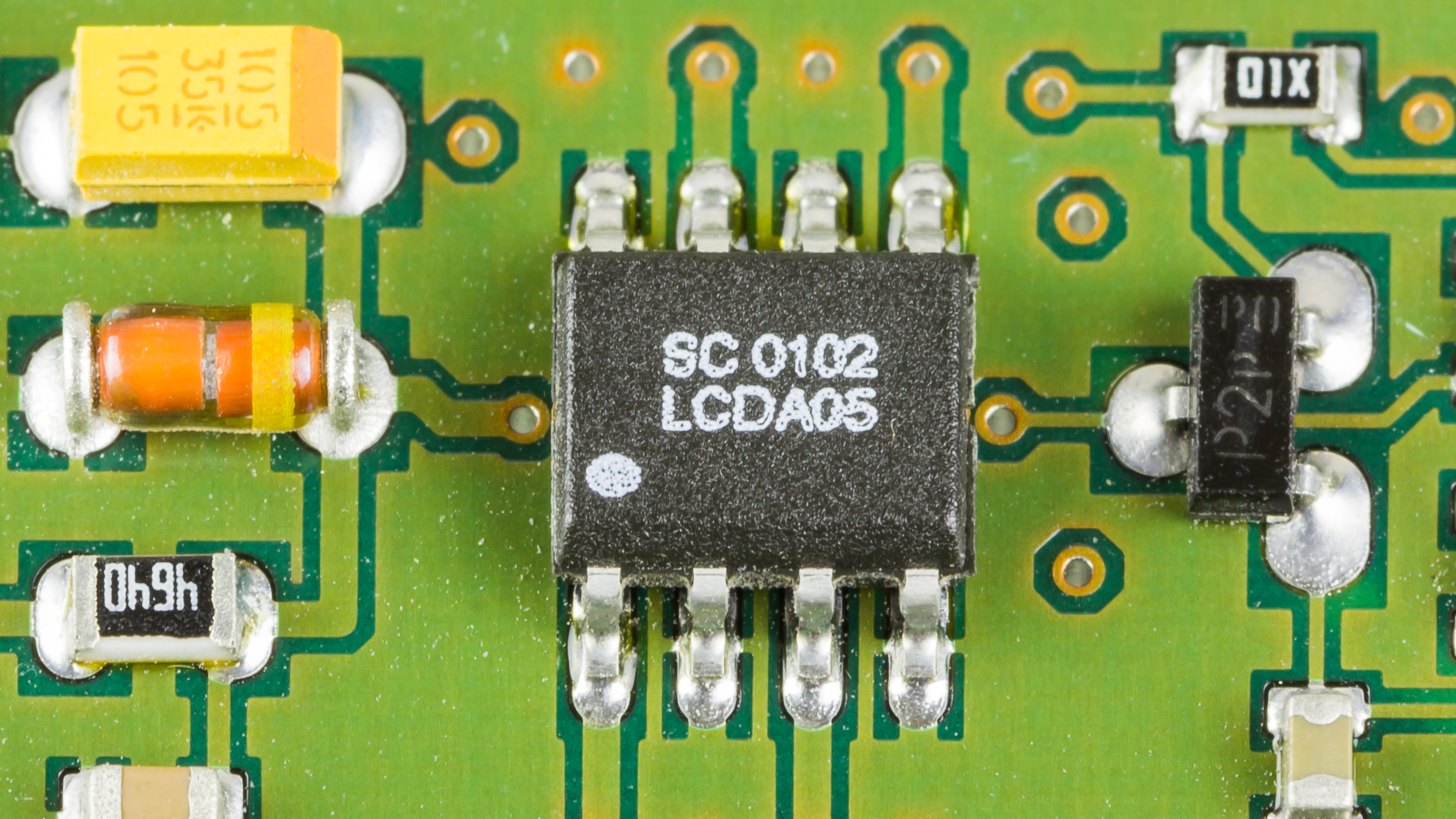
دیود خنثی‌ساز ولتاژ گذرا

دیود خنثی‌ساز-ولتاژ-گذرا (به انگلیسی: transient-voltage-suppression (TVS) diode) یا دیود TVS، یک قطعه الکترونیکی است که به منظور محافظت از المان‌های حساس الکترونیکی در برابر افزایش ولتاژ لحظه‌ای، به صورت موازی با آن‌ها مورد استفاده قرار می‌گیرد.

## توضیحات
این دیود با ایجاد یک مسیر موازی برای عبور جریان به هنگام پدید آمدن اضافه ولتاژ لحظه‌ای، مانع از آسیب دیدن سایر قطعات الکتریکی می‌شود. این دیود هنگامی روشن می‌شود که افزایش ولتاژ گذرا باعث رسیدن ولتاژ دو سر دیود به ولتاژ شکست دیود شود. این دیود یک قطعه برش دهنده است که هرگونه اضافه ولتاژ بیشتر از ولتاژ شکست را حذف می‌کند. دیود TVS پس از از بین رفتن اضافه ولتاژ دوباره خاموش می‌شود و نسبت به سایر قطعات محافظتی، انرژی گذرای زیادی را تحمل می‌کند.
دیودهای حذف‌کننده ولتاژ گذرا به دو صورت یکطرفه و دوطرفه ساخته می‌شوند. دیودهای یکطرفه در بایاس مستقیم همانند یکسوساز عمل می‌کنند اما حداکثر جریان مستقیم قابل تحمل آن‌ها بسیار بالاست. سری دیودهای 1.5KE می‌توانند توان ۱٫۵ کیلووات را به مدت کوتاهی (چند میلی ثانیه) تحمل کنند.
دیودهای دوطرفه همانند دو دیود یکطرفه که به صورت سری و در جهت مخالف یکدیگر بسته شده‌اند، عمل می‌کنند اما در اصل این دو دیود به صورت یک المان یکپارچه تولید می‌شود. این دیودها در جریان متناوب استفاده می‌شوند.
دیود TVS سریعتر از سایر المان‌های محافظتی مانند وریستور در مقابل اضافه ولتاژ عکس‌العمل نشان می‌دهد. عکس‌العمل این دیود در حالت ایده‌ال تقریباً یک پیکو ثانیه طول می‌کشد اما در مدارات واقعی به علت وجود اندوکتانس سیم‌های رابط این مقدار افزایش می‌یابد.
این دیود برای محافظت در برابر اضافه ولتاژهای بسیار سریع و مخرب انتخاب مناسبی است. این اضافه ولتاژها در تمامی شبکه‌های توزیع وجود دارد که علت آن می‌تواند رعد و برق یا جرقه زنی در موتورها باشد.

## خصوصیات
دیود TVS دارای مشخصات زیر است:
- جریان نشتی: مقدار جریان عبوری از دیود هنگامی که ولتاژ دو سر آن کمتر از ولتاژ روشن شدن دیود است.
- حداکثر ولتاژ معکوس: حداکثر ولتاژ معکوسی که هدایت جریانی در دیود وجود ندارد.
- ولتاژ شکست: ولتاژی که در آن هدایت جریان آغاز می‌شود.
- ولتاژ برش: ولتاژ که در آن، دیود تمامی جریان نامی خود را عبور می‌دهد (چند صد آمپر).
- خازن پارازیتی: دیودی که در حال هدایت جریان نیست مانند یک خازن عمل می‌کند و باعث به وجود آمدن یک اثر مخرب در سیگنال‌های فرکانس بالا می‌شود. سعی می‌شود تا مقدار این خازن کمتر باشد.
- اندوکتانس پارازیتی: به دلیل اینکه در عمل سرعت سوئیچینگ بسیار بالاست، اندوکتانس دیود عاملی محدودکننده در سرعت پاسخ دهی است.
- مقدار انرژی قابل جذب: به دلیل اینکه ولتاژهای گذرا، کوتاه مدت هستند، تمامی انرژی اولیه به صورت گرما در داخل دیود ذخیره می‌شود و نصب گرماگیر فقط مدت زمان خنک شدن دیود را کاهش می‌دهد بنابراین دیودهای TVS توان بالا باید دارای ابعاد بزرگی باشند.
.